# Bernarda Pera
Bernarda Pera (/bərˈnɑːrdə ˈpɛrə/ bər-NAR-də PERR-ə; Pronúncia croata: [berna?rda pêra]; nascida em 3 de dezembro de 1994) é uma tenista profissional americana nascida na Croácia. Pera conquistou dois títulos de simples e um título de duplas no WTA Tour, junto com onze títulos de simples e nove de duplas no Circuito ITF. Ela alcançou a classificação mais alta da carreira de número 43 mundial em simples em 19 de setembro de 2022 e número 35 em duplas em 21 de fevereiro de 2022.

## Vida pregressa
Bernarda nasceu em uma família italiana croata-dálmata. Além do inglês, ela também fala croata. Quando ela tinha 16 anos, seu pai, que é cidadão americano, mudou-se com a família para os Estados Unidos para o benefício de sua carreira no tênis. Eles se estabeleceram em Nova Jersey, onde não foi difícil para eles se adaptarem porque já tinham amigos e parentes lá. Pera mantém um relacionamento com o jogador de basquete croata Kristijan Krajina [en] desde 2018.

## Carreira profissional

### 2014
Ela fez sua estreia no WTA Tour no US Open, tendo recebido um "wild card" na chave de duplas, em parceria com Tornado Alicia Black [en].

### 2018: Aberto da Austrália e estreia no top 100
Ela fez sua estreia em simples no Grand Slam no Australian Open, onde recebeu a entrada como uma "lucky loser", depois que Margarita Gasparyan desistiu do torneio. Na segunda rodada do mesmo torneio, Pera eliminou a nona cabeça-de-chave Johanna Konta. Na terceira rodada, foi derrotada por Barbora Strýcová.

### 2020: estreia no Top 60 em singles
Pera começou sua temporada de 2020 no Brisbane International, onde perdeu na primeira rodada da qualificação para Marta Kostyuk. Vindo da qualificação na primeira edição do Adelaide International, ela venceu Barbora Strýcová na primeira rodada e foi derrotada na segunda pela sexta cabeça-de-chave Aryna Sabalenka. No Australian Open, ela perdeu na primeira rodada para a 29ª cabeça-de-chave Elena Rybakina.
Passando pela qualificação em Doha, Pera foi derrotado na segunda rodada pela terceira cabeça-de-chave e campeã de 2017, Karolína Plíšková. Como cabeça-de-chave 3 no Indian Wells Challenger, ela perdeu na terceira rodada para a 13ª cabeça-de-chave Misaki Doi. O WTA Tour cancelou os torneios de março a julho devido à pandemia de COVID-19.
Quando a WTA retomou o torneio em agosto, Pera competiu no Lexington Challenger, onde foi eliminada na primeira rodada pela cabeça-de-chave Serena Williams. No Cincinnati Open, ela foi derrotada na segunda rodada pela 16ª cabeça-de-chave Dayana Yastremska. No US Open, ela chegou à segunda rodada, mas perdeu para a 15ª cabeça-de-chave Maria Sakkari.
Em Roma, no Aberto da Itália, Pera foi derrotada na primeira rodada por Svetlana Kuznetsova. No Internationaux de Strasbourg, ela perdeu na primeira rodada para Katerina Siniaková. Ela sofreu uma derrota na segunda rodada em Roland Garros pelas mãos da 25ª cabeça-de-chave e compatriota, Amanda Anisimova.
Na primeira edição do Ostrava Open, Pera perdeu na primeira rodada da classificatória para Tereza Martincová. Como cabeça-de-chave 8 no Linz Open, ela foi derrotada na primeira rodada por Aliaksandra Sasnovich.
Pera terminou o ano na 61ª posição.

### 2021: semifinal de duplas principais e top 50
Pera deu início à temporada de 2021 na primeira edição do Abu Dhabi Open, onde venceu a 16ª cabeça-de-chave, Donna Vekic, na primeira rodada, antes de perder para Sara Sorribes Tormo. Na primeira edição do Gippsland Trophy, ela foi derrotada na segunda rodada pela quinta cabeça-de-chave Johanna Konta. No Australian Open, ela eliminou a 23ª cabeça-de-chave e campeã de 2016, Angelique Kerber, na primeira rodada. Na segunda, ela perdeu para Zarina Diyas. Em Adelaide, ela perdeu na primeira rodada da qualificatória para Storm Sanders.
Em março, Pera disputou o Dubai Tennis Championships, onde foi derrotada na primeira rodada por Anastasija Sevastova. Em Miami, ela perdeu na primeira rodada para Sara Sorribes Tormo.
Começando na temporada de saibro no Charleston Open, Pera caiu na primeira rodada para Alizé Cornet. Em Istambul, ela enfrentou a terceira cabeça-de-chave Veronika Kudermetova na primeira rodada; depois de levar o jogo para três sets, ela acabou perdendo a partida. Passando pela qualificatória no Madrid Open, ela foi derrotada na segunda rodada pela oitava cabeça-de-chave Belinda Bencic. Passando pelas rodadas da qualificatória em Roma, ela perdeu seu confronto na segunda rodada contra a 12ª cabeça-de-chave Garbiñe Muguruza. Competindo na primeira edição do  Emilia-Romagna Open, ela foi derrotada na primeira rodada pela sétima cabeça-de-chave Sara Sorribes Tormo. No Aberto da França, ela levou o jogo com a cabeça-de-chave e campeã de 2019, Ashleigh Barty, a três sets, mas acabou perdendo a partida da primeira rodada. Em duplas, ela e Magda Linette chegaram às semifinais, nas quais perderam para as cabeça-de-chave 2 Barbora Krejcíková e Katerina Siniaková.
Passando pela qualificatória em Eastbourne, Pera foi derrotado na primeira rodada pela cabeça-de-chave e finalista de 2018, Aryna Sabalenka. Em Wimbledon, ela perdeu na primeira rodada para Nao Hibino.
Depois de Wimbledon, Pera jogou no Hamburg European Open. Como cabeça-de-chave 7, ela foi derrotada na segunda rodada por Ysaline Bonaventure. Como cabeça-de-chave 3 no Grand Prix de Budapeste, ela perdeu na segunda rodada para a eventual finalista, Anhelina Kalinina.
Em agosto, Pera viajou para Montreal para jogar o Aberto do Canadá, onde foi derrotada na primeira rodada das eliminatórias por Harriet Dart. Em duplas no mesmo torneio, ela alcançou sua primeira semifinal da um WTA 1000 com Magda Linette.
No Cincinnati Open, ela perdeu na segunda rodada para a eventual finalista Jil Teichmann. Antes do último campeonato de Grand Slam do ano, ela competiu na primeira edição do Cleveland Open, onde foi derrotada na primeira rodada pela quinta cabeça-de-chave Nadia Podoroska. No US Open, ela perdeu a primeira rodada para Tamara Zidanšek.

### 2022: Primeiros títulos WTA, classificações altas na carreira
Pera conquistou seu primeiro título do WTA Tour em duplas, no Melbourne Summer Set 2, ao lado de Katerina Siniaková. Como resultado, ela alcançou a 35ª posição mundial em duplas em 21 de fevereiro de 2022.
Chegando ao Grand Prix de Budapeste, Pera havia vencido apenas duas das sete partidas da chaveo principal em 2022, estava em uma sequência de cinco derrotas consecutivas e teve que jogar na qualificatória mais uma vez por estar em 130º lugar no ranking mundial. No entanto, ela derrotou  Marina Bassols Ribera, a quinta cabeça-de-chave Aliaksandra Sasnovich,  Elisabetta Cocciaretto e a nona cabeça-de-chave Anna Bondar para chegar à sua primeira final de simples do WTA Tour em sua carreira vinda da qualificatória. Ela então derrotou Aleksandra Krunic para ganhar seu primeiro título de simples no torneio WTA. Como resultado, ela voltou ao top 100 no ranking de simples.
Ela alcançou uma segunda final consecutiva no Hamburg European Open ao vencer a defensora do título Elena-Gabriela Ruse na primeira rodada, Joanne Züger [en] na segunda, Katerina Siniaková na quarta de final e Maryna Zanevska na semifinal. Ela então derrotou a cabeça-de-chave e número 2 do mundo, Anett Kontaveit, na final, para sua segunda vitória no top 10 da carreira e seu segundo título de simples WTA, estendendo sua sequência de vitórias para 12 partidas e 24 sets consecutivos. Pera também se tornou a primeira representante dos Estados Unidos a ganhar vários títulos em quadra de saibro na mesma temporada desde que Serena Williams conquistou cinco em 2013. Com este resultado, ela subiu para um novo ranking de simples, o mais alto da carreira, no 54º lugar. Pera chegou às semifinais de Cleveland, onde perdeu para Liudmila Samsonova, em dois sets na semifinal. Ao longo do caminho, ela derrotou Barbora Krejcíková e Sofia Kenin, ambas ex-vencedoras de torneios Major.

### 2023: Quarta rodada do Aberto da França, top 30 em simples
No Australian Open, Pera bateu Moyuka Uchijima [en] na primeira rodada,  Zheng Qinwen na segunda chegando à terceira rodada pela segunda vez neste Major e na carreira, quando perdeu para a sétima cabeça de chave Coco Gauff. Como resultado, ela subiu para o número 37 do mundo em 20 de março de 2023.
No Aberto da França, Pera chegou à quarta rodada de um major pela primeira vez, derrotando Anett Kontaveit, a 22ª cabeça de chave Donna Vekic e  Elisabetta Cocciaretto. Na oitava de final, ela enfrentou a sétima cabeça de chave Ons Jabeur e perdeu em sets diretos. Como resultado, ela alcançou o top 30 no ranking.

### 2024: Quartas de final em Grand Slam, estreia entre as Top 50
Pera iniciou a temporada no torneio Brisbane International, onde perdeu para Anna Kalinskaya na primeira rodada em sets diretos. Seu próximo compromisso foi no Adelaide International, onde passou pela qualificatória, venceu a "wild card" Paula Badosa na primeira rodada da chave principal em jogo de três sets e perdeu para a "cabeça de chave" N° 2 Jessica Pegula na segunda rodada também em jogo de três sets. Depois disso, partiu para o Australian Open, onde perdeu para Mirra Andreeva na primeira rodada em sets diretos.
Prosseguindo sua campanha em quadras duras, agora no Oriente Médio, Pera participou do Abu Dhabi Open, onde, depois de passar pela qualificatória sem perder nenhum set, perdeu para a compatriota e também vinda da qualificatória,  Ashlyn Krueger na primeira rodada em jogo de três sets. O mesmo aconteceu no Qatar Open e no Dubai Championships. No giro americano, Pera passou pela qualificatória em Indian Wells quanto em Miami, tendo ficado na segunda rodada da chave principal em Indian Wells e na primeira em Miami.
Pera iniciou a temporada em quadras de saibro no Oeiras Open no qual chegou à semifinal contra a eventual vice-campeã Clara Tauson, da qual foi forçada a desistir devido a uma contusão no pescoço. Em seguida, participou do Aberto de Madri, no qual não passou da primeira rodada. Depois disso, tentou o Aberto de Roma, no qual passou pela qualificatória, venceu Martina Trevisan na primeira rodada em sets diretos, mas em seguida, perdeu para a cabeça de chave N° 1 Iga Swiatek em contundentes sets diretos. Já no Aberto da França, venceu Nao Hibino, na primeira rodada em sets diretos, mas perdeu na segunda para Varvara Gracheva, também em sets diretos.
Pera deu início à temporada em quadras de grama pelo Libéma Open, no qual perdeu na primeira rodada para Suzan Lamens [en], em jogo de três sets. Depois disso, ela participou do Veneto Open, no qual teve mais sucesso. Como cabeça de chave N° 8, depois de vencer suas três primeiras partidas, venceu a cabeça de chave N° 4 e "wild card" local, Sara Errani, na sua semifinal em jogo de três sets. Na final, ela enfrentou a compatriota Alycia Parks, jogo que perdeu em sets diretos, ficando com o vice-campeonato.